# 제주도의 음식 목록
아래는 제주도의 음식 목록이다.

## 주 요리
- 잡곡밥
- 생선국수
- 메밀칼국수
- 메밀저배기
- 메밀만두
- 곤떡국
- 몸국
- 멜국
- 각제기국
- 접짝뼈국

### 죽

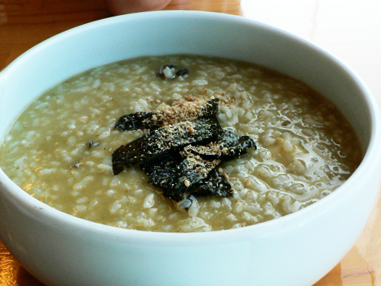
전복죽.

- 메밀범벅
- 해물죽
- 전복죽
- 옥돔죽
- 깅이죽
- 초기죽
- 닭죽
- 매역새죽
- 보말죽

## 찬류
- 고사릿국
- 톳냉국
- 돼지고기육개장
- 된장찌개
- 복쟁이지짐이
- 상어지짐이
- 오분쟁이찜
- 자리지짐이
- 돼지고기조림

### 구이류

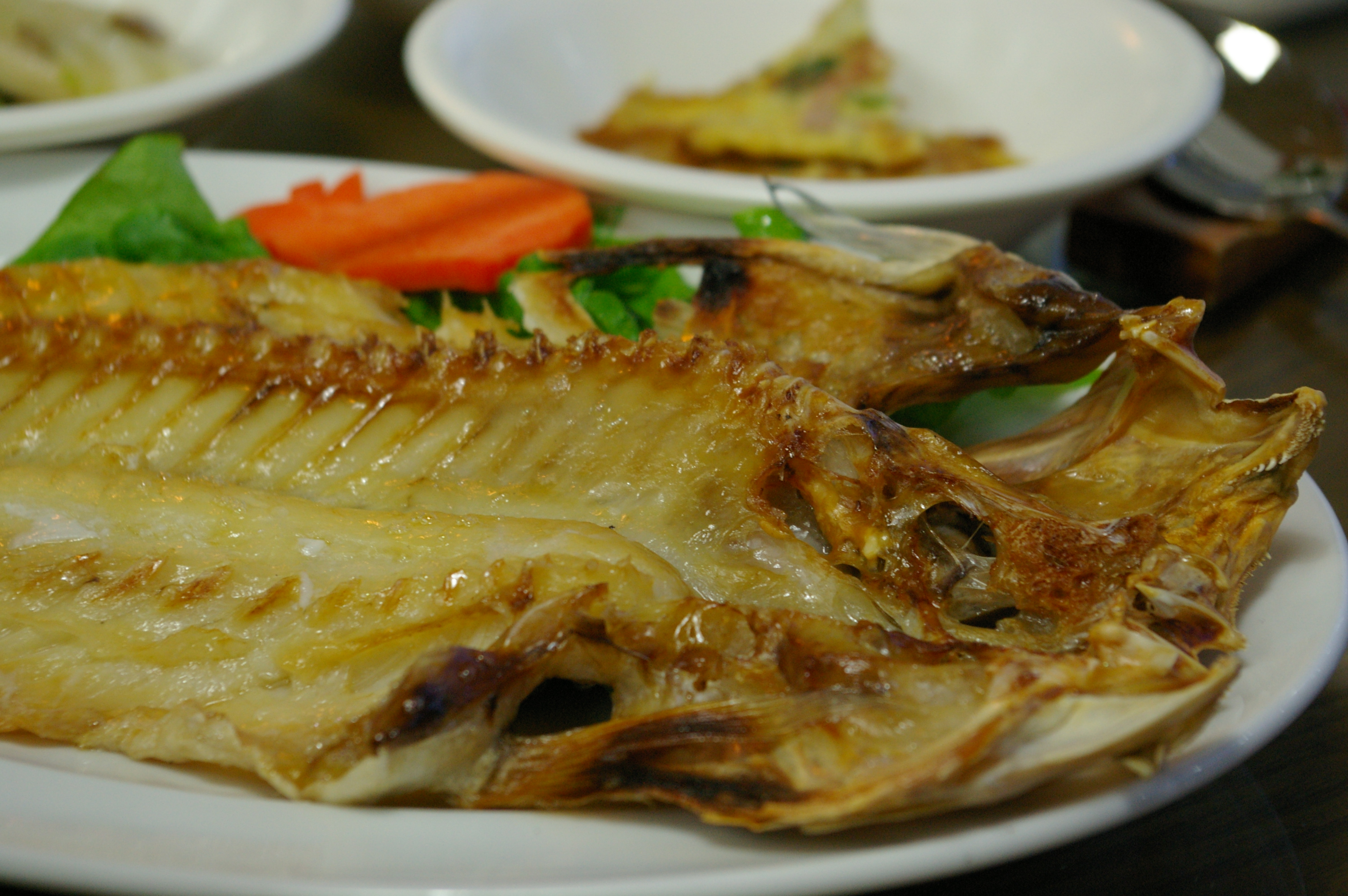
옥돔구이.

- 옥돔구이
- 돼지고기구이
- 볼락구이
- 상어포구이

### 전
- 상어산적
- 계란전
- 고사리전
- 초기전(표고전)
- 꿩적
- 메밀묵지짐이
- 꿩지짐이

### 장아찌
- 후춧잎장아찌
- 풋고추오이장아찌

### 회

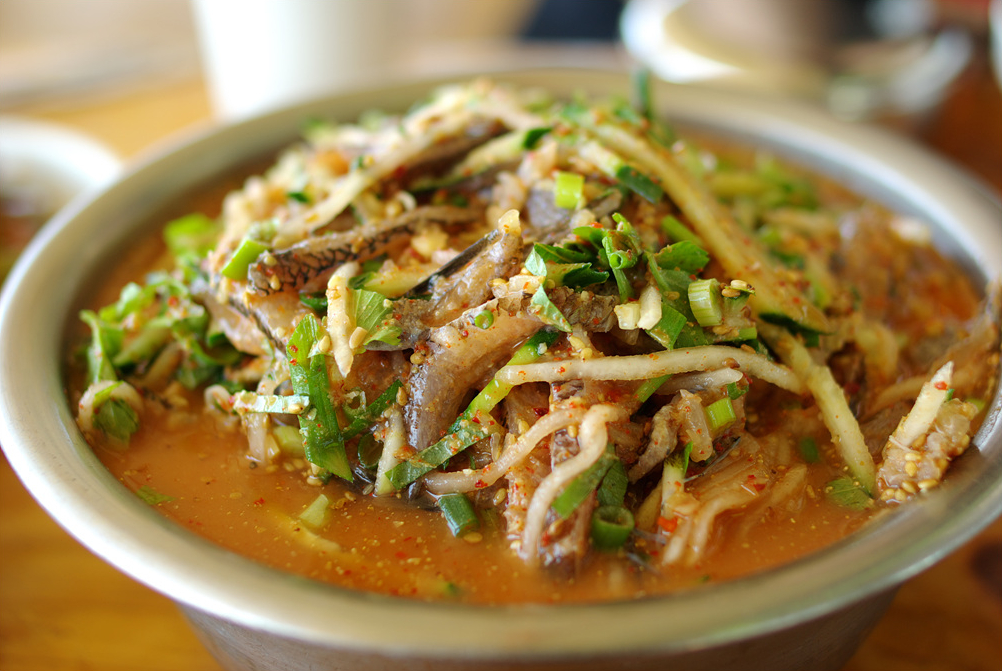
자리물회.

- 자리회
- 자리물회
- 자리강회
- 전복소라회
- 몰망회
- 오징어회
- 비계회
- 돼지새끼회 (애저회)

### 나물류
- 양에무침
- 톳나물

### 쌈
- 날미역쌈
- 날다시마쌈
- 콩잎쌈

### 김치
- 전복김치
- 동지김치
- 해물김치
- 나박김치

### 건조식
- 다시마 튀각
- 가죽부각
- 깻잎부각
- 순대 (수애)
- 메밀묵

## 떡

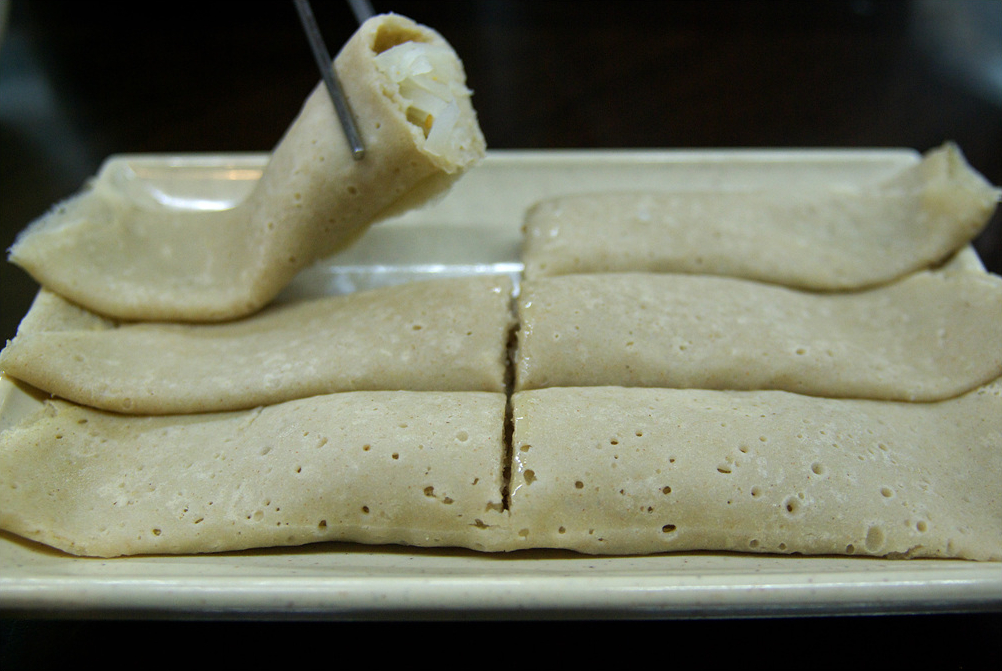
빙떡.

- 빙떡
- 반찰곤떡
- 달떡
- 도돔떡
- 침떡 (좁쌀시루떡)
- 차좁쌀떡
- 오메기떡
- 돌래떡
- 쑥떡
- 메밀부꾸미
- 빼대기 (감제떡)
- 상애떡

## 후식
- 약과
- 닭엿
- 꿩엿
- 돼지고기엿
- 하늘애기엿
- 호박엿
- 보리엿
- 마늘엿

## 일반 음료

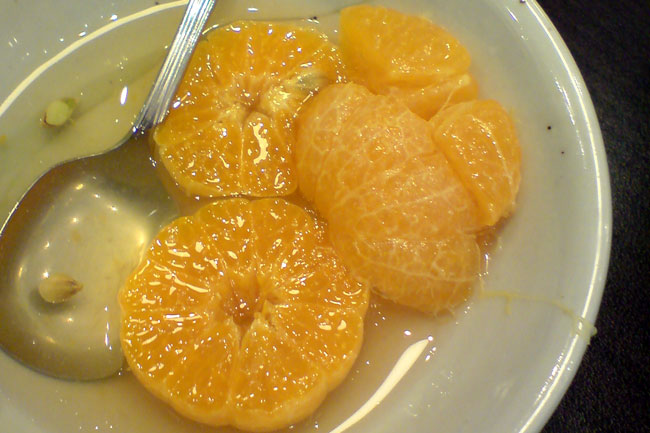
밀감화채.

- 술감주
- 밀감화채
- 자굴차
- 소엽차

## 같이 보기
- 제주감귤
- 한라봉